# 覆蓋壓力
覆蓋壓力（英語：overburden pressure）或盖层压力是一個地質名詞，是指在地表某深度下的上覆地層的載荷重量而引起的壓力。 覆蓋層壓力也稱為岩石靜壓力或垂直應力。
若地層是在處於流體靜力平衡下； 假設重力加速度近似恆定，在深度 z 處的盖层壓力由下式計算出：
{\displaystyle P(z)=P_{0}+g\int _{0}^{z}\rho (z)\,dz}
其中
- {\displaystyle z}為以米為單位的深度

- {\displaystyle P(z)}為深度的盖层压力

- {\displaystyle P_{0}}為地表面壓力

- {\displaystyle \rho (z)}為盖层密度

- {\displaystyle g}為重力加速度

在地球内部，重力加速度隨深度變化很大，不應假定為常數，而應在積分內的變數。當地層的一些部分被封閉隔離時， 其地層壓力不于周邊靜態平衡的壓力。 當局部壓力小於靜水壓力時，該封閉地層屬低壓狀態，而當局部壓力大於靜水壓力時，該封閉地層屬超壓狀態。